# Silicon Graphics International
Silicon Graphics International Corp. (SGI; anteriormente Rackable Systems, Inc.) fue un fabricante estadounidense de hardware y software para computadoras, incluidas soluciones informáticas de alto rendimiento, servidores basados en x86 para la implementación de centros de datos y productos de visualización. Fue fundado como Rackable Systems en 1999, pero adoptó el nombre "SGI" en 2009 después de adquirir Silicon Graphics Inc.
El 1 de noviembre de 2016, Hewlett Packard Enterprise completó su adquisición por $275 millones.

## Historia

### Era de Rackable Systems, Inc.
Rackable Systems Inc. se hizo pública en junio de 2005, con 6.25 millones de acciones ofrecidas a $12 por acción.
En 2006, Rackable anunció que había firmado un acuerdo para adquirir Terrascale Technologies, Inc.
El 1 de abril de 2009, Rackable anunció un acuerdo para adquirir Silicon Graphics, Inc. por US$25 millones. La compra, finalmente por US$42.5 millones, finalizó el 11 de mayo de 2009; Al mismo tiempo, Rackable anunció su adopción de "SGI" como su nombre y marca global. La semana siguiente, la compañía cambió su símbolo de cotización bursátil NASDAQ de "RACK" a "SGI". 

### Era de Silicon Graphics International Corp.
La "nueva" SGI comenzó con dos líneas de productos principales: servidores y almacenamiento continuando desde los Sistemas Rackable originales; y servidores, almacenamiento, visualización y servicios profesionales adquiridos de Silicon Graphics, Inc. En el momento de la finalización de la adquisición, SGI dijo que anticipaban la supervivencia de la mayoría de las líneas de productos de las dos compañías, aunque es probable que haya cierta consolidación en áreas de alta superposición entre productos.
En 2010, SGI anunció la compra de todos los activos y asumió una cantidad limitada de pasivos de COPAN Systems. COPAN fue un proveedor de productos de almacenamiento para acceso en tiempo real a datos persistentes a largo plazo. Los productos COPAN se ofrecieron como parte de la línea de almacenamiento SGI. 
En 2011, SGI adquirió todas las acciones en circulación de SGI Japan, Ltd. El mismo año, la compañía anunció la adquisición de OpenCFD Ltd. En diciembre, la compañía anunció la renuncia de Mark J. Barrenechea como presidente, director ejecutivo y miembro de la Junta Directiva. Se informó que Mark se unió a Open Text Corporation. Poco después, se anunció que Barrenechea había acordado continuar sirviendo en el directorio de la SGI. 
En febrero de 2012, se anunció que Jorge Luis Titinger se convertiría en presidente y director ejecutivo de SGI.
En 2013, SGI adquirió FileTek, Inc.
El 11 de agosto de 2016, se anunció que Hewlett Packard Enterprise adquiere SGI por US$7.75 por acción en efectivo, una transacción valorada en aproximadamente $275 millones, neto de efectivo y deuda. El acuerdo se completó el 1 de noviembre de 2016.